# إراسموس إم. ويفر جونيور
إراسموس إم. ويفر جونيور (بالإنجليزية: Erasmus M. Weaver, Jr.) هو ضابط أمريكي، ولد في 23 مايو 1854 في لافاييت في الولايات المتحدة، وتوفي في 13 نوفمبر 1920 في واشنطن العاصمة في الولايات المتحدة.